# 蘭迪·麥斯納
蘭德爾·赫爾曼·麥斯納（英語：Randall Herman Meisner，1946年3月8日—2023年7月26日）是美國音樂家、歌手、作曲家和老鷹樂隊的創始成員。在他的音樂職業生涯中，麥斯納的主要角色是贝斯手和伴奏，並為樂隊成員和伴奏音樂家。2023年7月26日因慢性阻塞性肺病病逝，享壽77歲。